# Jamin
Jamin – postać biblijna z Księgi Rodzaju.
Drugi syn Symeona. Był założycielem rodziny Jaminitów, wzmiankowanej w Księdze Liczb 26:12.